# Marais à mangroves

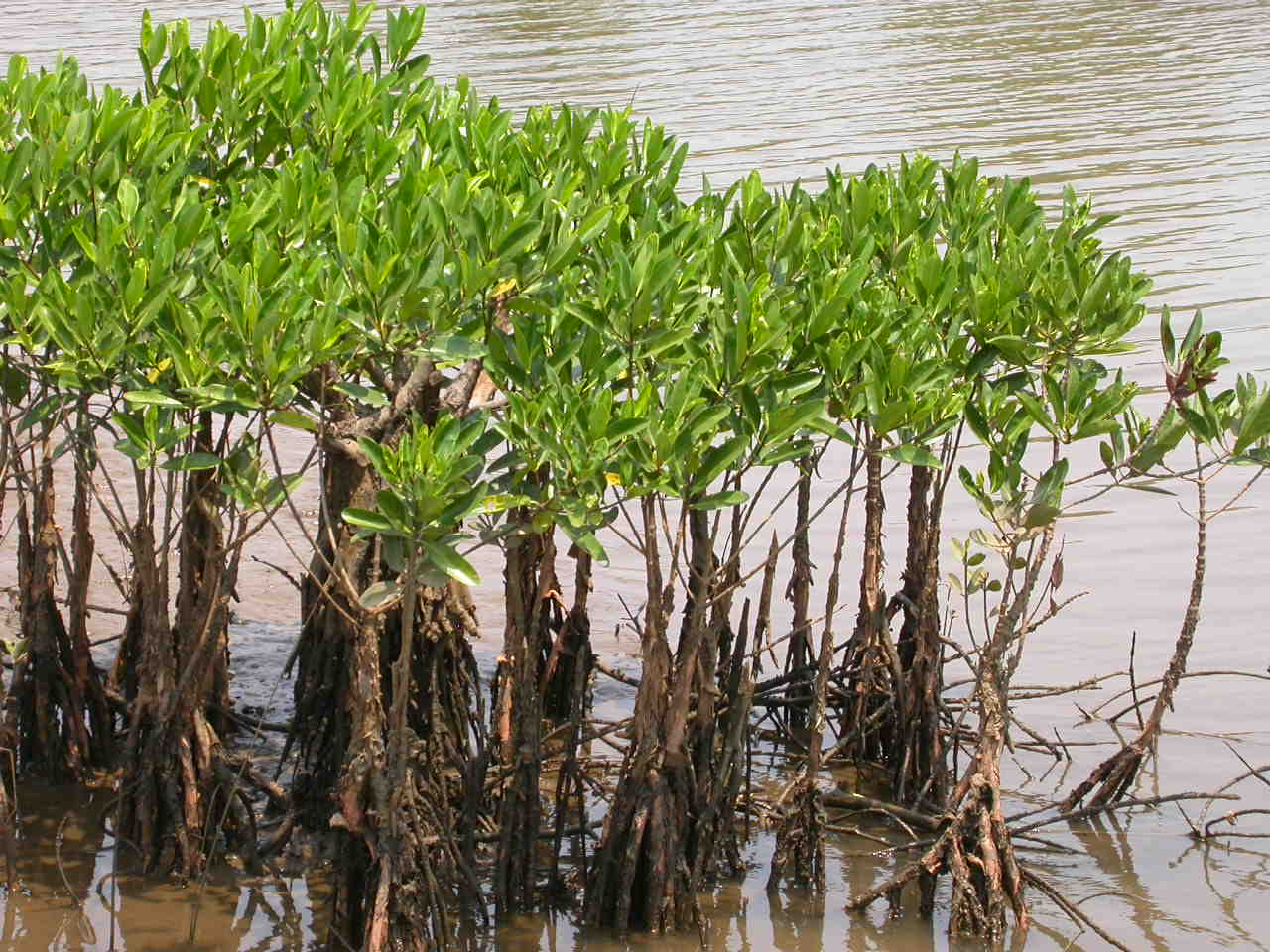
Un groupe de mangroves sur les rives de la rivière Vellikeel dans le district de Kannur au Kerala, en Inde

Les mangroves, un type de végétation particulier aux littoraux tropicaux, s'insèrent dans ces ensembles géomorphologiques azonaux appelés marais maritimes ou marais littoraux. Le marais à mangrove, raccourci de "marais maritime à mangrove", synonyme de "marais maritime tropical", est donc le terme proposé pour désigner l'écosystème par opposition au terme "mangrove" qui devrait en théorie se limiter au type de végétation. Outre la mangrove, dans un marais à mangrove apparaissent plusieurs autres unités: la basse-slikke en dessous du niveau moyen des marées, et suivant le contexte, dans la partie interne (landward en anglais), un tanne plus ou moins étendu, des prairies marécageuses et des forêts marécageuses saumâtres, en limite de terre ferme, un liseré de végétation formé de palétuviers et de plantes halotolérantes. 